# Hey, Hey, Rise Up!
«Hey, Hey, Rise Up!» (принято также написание «Hey Hey Rise Up») — музыкальный сингл британской группы Pink Floyd, выпущенный 8 апреля 2022 года совместно с Андреем Хлывнюком в знак поддержки народа Украины в связи с российским вторжением. На сингле представлено исполнение первого куплета украинской патриотической песни 1914 года «Червона калина» (укр. Ой у лузі червона калина...) с вокалом Хлывнюка и аккомпанементом группы.
Сингл стал первым новым оригинальным музыкальным произведением группы, записанным после 1994 года (то есть после альбома The Division Bell, на материалах к которому был основан и последний по времени альбом группы The Endless River).
Было сообщено, что средства от продаж сингла будут направлены в благотворительный фонд помощи украинцам (Ukraine Humanitarian Relief Fund).

## История записи
Сингл был записан в марте 2022 года Дэвидом Гилмором и Ником Мейсоном вместе с сессионным басистом Гаем Праттом и клавишником Нитином Соуни. Вокальную партию в песне исполняет украинский певец Андрей Хлывнюк из группы «Бумбокс».
После начала российского вторжения на Украину Хлывнюк записал акапельную версию песни «Червона калина», разместив её в Инстаграме. Дэвид Гилмор, сын которого женат на украинке, увидел этот пост и решил записать что-нибудь в поддержку украинцев; он связался с Мейсоном, предложив выпустить запись от лица группы. Хлывнюк дал группе разрешение на использование своей записи вокала. Во вступлении использован фрагмент другой записи той же песни в исполнении Народного хора Украины.
Название песни основано на последней строке украинского текста (укр. гей, гей, розвеселимо!).
На обложке сингла изображён подсолнух, один из национальных символов Украины, нарисованный кубинским художником Йосаном Леоном.

## Релиз и позиции в чартах
Песня получила хороший старт, в первую неделю после появления попав в Top-10 хит-парада UK Singles Chart. Она стала первым синглом Pink Floyd в первой десятке британского чарта за 43 года (в последний раз в число лидеров попал в 1979 году сингл «Another Brick in the Wall»). 23 апреля «Hey, Hey, Rise Up!» возглавила чарт дигитальных продаж журнала Billboard в секции рок-песен.
Летом 2022 года в Европе состоялся релиз сингла на физических носителях (7-дюймовой виниловой грампластинке и компакт-диске). В качестве би-сайда была выбрана ремастеринговая версия песни «A Great Day For Freedom», ранее включённой в альбом The Division Bell. В США релиз был назначен на 21 октября. Выручку от продаж физических носителей, как и от дигитальной версии сингла, было запланировано передать на гуманитарные нужды Украины.
25 декабря 2022 года «Радио Свобода» сообщило, что Pink Floyd собрали для Украины полмиллиона фунтов, а видеоклип с апреля посмотрели более 11 миллионов человек.

## Участники записи
- Дэвид Гилмор — гитара
- Ник Мейсон — барабаны
- Андрей Хлывнюк — вокал
- Гай Пратт — бас-гитара
- Нитин Соуни — клавишные
- Народный хор имени Верёвки — хор

## Музыкальное видео
На песню режиссёром Мэтом Уайткроссом был снят видеоклип.